# 東千種台
東千種台（ひがしちくさだい）は、愛知県名古屋市千種区の地名。丁目は設定されていない。住居表示実施。

## 地理
名古屋市千種区北東端部に位置する。東は名東区、西から南は香流橋、北は守山区に接する。

## 歴史

### 地名の由来
当地の水田を埋め立て、造成された分譲住宅の名称であるという。

### 沿革
- 1983年（昭和58年）8月28日 - 千種区猪高町大字猪子石原の一部により、同区東千種台として成立[1]。同時に住居表示を実施[9]。

## 世帯数と人口
2019年（平成31年）1月1日現在の世帯数と人口は以下の通りである。
| 町丁     | 世帯数  | 人口  |
| -------- | ------- | ----- |
| 東千種台 | 226世帯 | 484人 |

### 人口の変遷
国勢調査による人口の推移
| 1980年（昭和55年） | 717人 | [ 10 ] |  |
| 1985年（昭和60年） | 719人 | [ 10 ] |  |
| 1990年（平成2年）  | 615人 | [ 11 ] |  |
| 1995年（平成7年）  | 626人 | [ 12 ] |  |
| 2000年（平成12年） | 588人 | [ 13 ] |  |
| 2005年（平成17年） | 558人 | [ 14 ] |  |
| 2010年（平成22年） | 506人 | [ 15 ] |  |

## 学区
市立小・中学校に通う場合、学校等は以下の通りとなる。また、公立高等学校に通う場合の学区は以下の通りとなる。
| 番・番地等 | 小学校                   | 中学校               | 高等学校 |
| ---------- | ------------------------ | -------------------- | -------- |
| 全域       | 名古屋市立千代田橋小学校 | 名古屋市立千種中学校 | 尾張学区 |

## 施設
- 小原橋緑地[7]

1981年（昭和56年）4月1日供用開始。

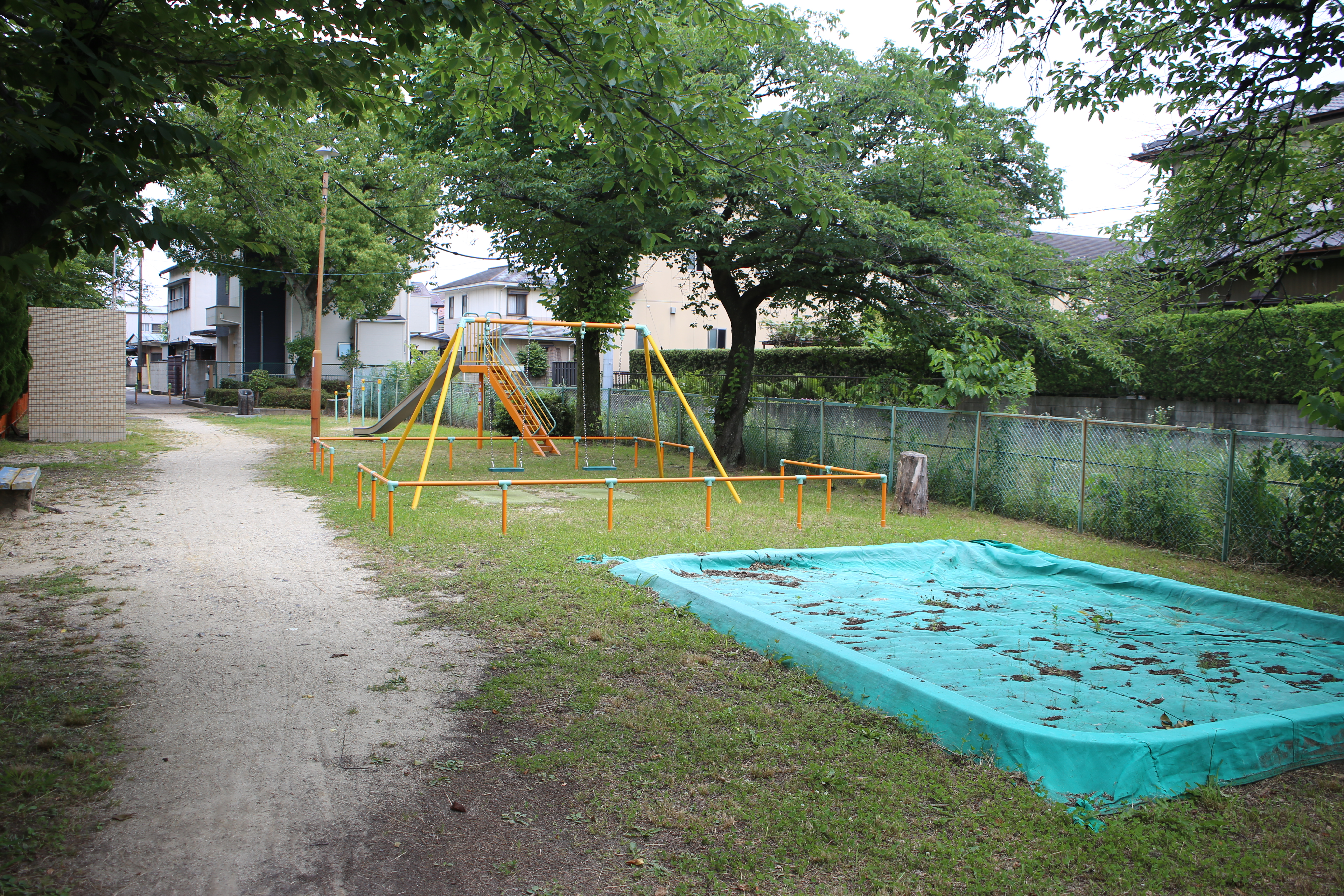
天神下公園

1980年（昭和55年）4月1日供用開始。
- 天神下公園

## その他

### 日本郵便
- 郵便番号 : 464-0001[4]（集配局：千種郵便局[18]）。